# Sirisak Musbu-ngor
Sirisak Musbu-ngor (thailändisch ศิริศักดิ์ มัสบูงอ, * 18. Dezember 1986 in Chanthaburi) ist ein thailändischer Fußballspieler.
Sirisak Musbu-ngor ist der Bruder von Sittichai Musbu-ngor.

## Karriere
Sirisak Musbu-ngor erlernte das Fußballspielen in der Jugendmannschaft des Chanthaburi FC. Hier unterschrieb er 2010 auch seinen ersten Vertrag. Der Verein aus Chanthaburi spielte in der zweiten Liga des Landes, der Thai Premier League Division 1. 2011 wechselte er zum Drittligisten Rayong FC. Mit dem Verein aus Rayong spielte er in der dritten Liga, der damaligen Regional League Division 2. Hier trat Rayong in der Central/Eastern Region an. Am Ende der Saison feierte er mit Rayong die Vizemeisterschaft. 2012 nahm ihn der Drittligist Trat FC für zwei Jahre unter Vertrag. Am Ende der Saison wurde er mit dem Klub aus Trat Tabellendritter und stieg somit in die zweite Liga auf. Mit Trat spielte er noch ein Jahr in der zweiten Liga. Sein ehemaliger Verein Chanthaburi FC, der mittlerweile in der dritten Liga spielte, nahm ihn die Saison 2015 unter Vertrag. Der Zweitligaaufsteiger Lampang FC aus Lampang nahm ihn Anfang 2016 unter Vertrag. Nach einem Jahr zog es ihn wieder nach Trat. Hier stand er bis 2019 unter Vertrag. 2018 feierte er mit Trat die Vizemeisterschaft und den Aufstieg in die erste Liga. Für Trat absolvierte er ein Erstligaspiel. Die Rückrunde 2019 wurde er an den Zweitligisten JL Chiangmai United FC nach Chiangmai ausgeliehen. Für Chiangmai absolvierte er 13 Zweitligaspiele. Nach der Ausleihe kehrte er nicht nach Trat zurück. Anfang 2020 unterschrieb er einen Vertrag beim Drittligisten Lamphun Warrior FC in Lamphun. Ende 2020 wurde der Vertrag nicht verlängert. Über die Station Chanthaburi FC, seinem ehemaligen Verein, kam er im August 2021 zum Drittligisten Banbueng FC. Der Verein spielt in der Eastern Region der Dritten Liga.

## Erfolge
Rayong FC
- Regional League Division 2 – Central/East: 2011 (Vizemeister)

Trat FC
- Thai League 2: 2018 (Vizemeister)  ▲